# Bruce Schneier

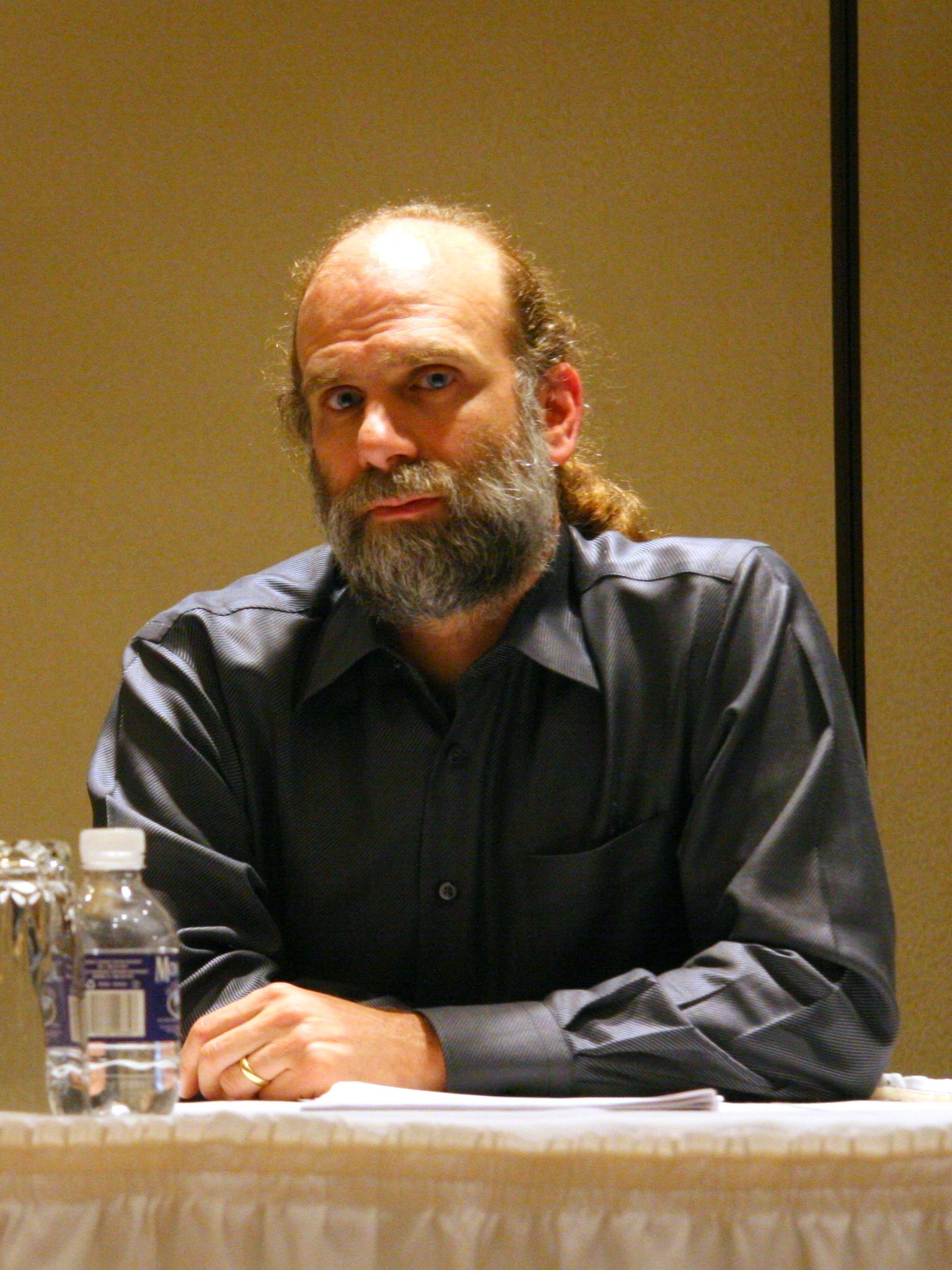
Bruce Schneier

Bruce Schneier (New York, 15 januari 1963) is een Amerikaanse cryptografiedeskundige. Hij is niet alleen verantwoordelijk voor enkele cryptografische toepassingen (blowfish en twofish), maar levert ook als auteur een bijdrage aan de theoretische ontwikkeling van het vakgebied. Hij behaalde zijn master in computerwetenschappen bij de American University in Washington, D.C. in 1988.
Zijn bijdragen aan de ontwikkeling van cryptografische algoritmes en toepassingen zijn belangrijk geweest, maar later realiseerde Schneier zich dat cryptografie maar een onderdeel is van het brede gebied dat informatiebeveiliging beslaat. Uitspraken als "beveiliging is een proces, niet een project of product" en "beveiliging is zo sterk als de zwakste schakel" geven de richting van zijn latere werk aan (zie onder meer zijn boek Secrets and Lies). In Beyond Fear richt Schneier zich op verkeerde toepassingen van maatregelen voor beveiliging, die veel consequenties hebben voor de samenleving (beperkingen, kosten, privacy) maar weinig effectief zijn. Inmiddels is Schneier een regelmatig spreker voor het Amerikaanse Congres over nationale beveiliging.
Schneier schrijft iedere maand een nieuwsbrief omtrent computer en beveiligingsgerelateerde onderwerpen op Crypto-Gram. Daarnaast is Schneier een fellow van het Berkham Center for Internet & Society van Harvard Law School. 

## Oprichter
Schneier is oprichter van het beveiligingsbedrijf Counterpane Internet Security. Hij is tegenstander van het principe Security through obscurity, dat beoogt beveiligingsrisico's te beperken door de werking van beveiligingsmaatregelen geheim te houden.

## Publicaties
Schneier publiceerde in 1994 Applied Cryptography ("Toegepaste cryptografie"), dit boek beschrijft in detail het design, het gebruik en uitvoering van cryptografische algoritmes. Hij heeft recent het boek Cryptography Engineering (Cryptografische ontwerpen) uitgebracht. Hier ligt de nadruk meer op hoe cryptografie kan gebruikt worden in echte systemen en minder op het interne design. Hij schreef ook boeken omtrent beveiliging voor het breder publiek. In 2000 publiceerde Schneier "Secrets and Lies: Digital Security in a Networked World" (geheimen en leugens:de digitale beveiliging in een wereldnetwerk). In 2003 publiceerde hij vervolgens "Beyond Fear: Thinking Sensibly About Security in an Uncertain World" (voorbij angst: wijselijk denken over beveiliging in een onzekere wereld).
- Schneier, Bruce. Applied Cryptography, 1994, 2e ISBN 0471117099
- Schneier, Bruce. Secrets and Lies, 2000, ISBN 0471253111
- Schneier, Bruce. Protect Your Macintosh, Peachpit Press, 1994. ISBN 1-56609-101-2
- Schneier, Bruce. E-Mail Security, John Wiley & Sons, 1995. ISBN 0-471-05318-X
- Schneier, Bruce. Applied Cryptography, Second Edition, John Wiley & Sons, 1996. ISBN 0-471-11709-9
- Schneier, Bruce; Kelsey, John; Whiting, Doug; Wagner, David; Hall, Chris; Ferguson, Niels. The Twofish Encryption Algorithm, John Wiley & Sons, 1996. ISBN 0-471-35381-7
- Schneier, Bruce; Banisar, David. The Electronic Privacy Papers, John Wiley & Sons, 1997. ISBN 0-471-12297-1
- Ferguson, Niels; Schneier, Bruce. Practical Cryptography, 2003, ISBN 0471223573
- Schneier, Bruce. Beyond Fear: Thinking Sensibly about Security in an Uncertain World, 2003, ISBN 0387026207
- Schneier, Bruce. Schneier on Security, John Wiley & Sons, 2008. ISBN 978-0-470-39535-6
- Ferguson, Niels; Schneier, Bruce; Kohno, Tadayoshi. Cryptography Engineering, John Wiley & Sons, 2010. ISBN 978-0-470-47424-2
- Schneier, Bruce. Liars and Outliers: Enabling the Trust that Society Needs to Thrive, John Wiley & Sons, 2012. ISBN 978-1-118-14330-8
- Schneier, Bruce. Carry On: Sound Advice from Schneier on Security, John Wiley & Sons, 2013. ISBN 978-1118790816
- Schneier, Bruce. Data and Goliath: The Hidden Battles to Collect Your Data and Control Your World, W. W. Norton & Company, 2015. ISBN 978-0-393-24481-6